# L'Orphelin félé
Pour plus de détails, voir Fiche technique et Distribution.
L'Orphelin félé (Awful Orphan) est un court métrage d'animation de la série américaine Merrie Melodies réalisé par Chuck Jones, produit par les Warner Bros. Cartoons et sorti en 1949.

## Distribution

### Voix françaises
- Michel Mella : Porky Pig
- Eric Metayer : Charlie le Chien